# Thomas Möller (Fußballspieler, 1977)
Thomas Möller (* 1. April 1977) ist ein ehemaliger deutscher Fußballspieler.
Der Mittelfeldspieler Möller gelangte über die Jugendstation FC Pommern Stralsund zum F.C. Hansa Rostock. Für dessen Reservemannschaft absolvierte er in der Spielzeit 1996/97 der viertklassigen Oberliga Nordost 27 Einsätze, während denen er mit insgesamt fünf erzielten Toren auch zum Aufstieg in die drittklassige Regionalliga Nordost beitrug, nachdem die Mannschaft erst in der Vorsaison aus der Verbands- in die Oberliga aufgestiegen war. Daraufhin absolvierte Möller in der Spielzeit 1997/98 29 Regionalliga-Einsätze, wobei er insgesamt drei Tore erzielen konnte, stieg mit der Mannschaft jedoch als Tabellenletzter umgehend wieder in die Oberliga ab.
Von 1998/99 bis 2000/01 kam Möller noch in 65 Spielen (drei Tore) für Hansas Reserve zum Einsatz, bevor er im Sommer 2001 zum SV Babelsberg 03 wechselte, der als Aufsteiger in die 2. Bundesliga mit Möller, Christian Henning und Lars Kampf gleich drei Akteure aus Hansas Reserve verpflichtete. In der Zweitliga-Spielzeit 2001/02, in welcher Babelsberg den umgehenden Wiederabstieg in die Regionalliga hinnehmen musste, kam Möller daraufhin zu vier Einsätzen. Auch in der Regionalliga-Spielzeit 2002/03 konnte sich Möller nicht als Stammspieler in Babelsberg etablieren, absolvierte lediglich fünf Einsätze und verließ den Verein nach zwei Jahren Zugehörigkeit wieder, um sich Viktoria Aschaffenburg anzuschließen.
Aschaffenburg war Ende der Spielzeit 2002/03 in die Landesliga Hessen abgestiegen, in welcher Möller in der Saison 2003/04 zum direkten Wiederaufstieg der Mannschaft in die Oberliga Hessen beitrug. 2004/05 kam Möller so zu weiteren 32 Oberliga-Einsätzen, bevor er im Sommer 2005 zum vorpommerschen Verbandsligisten Greifswalder SV 04 wechselte.
2006/07 gelang Möller mit Greifswald nach 29 Einsätzen der Aufstieg in die viertklassige Oberliga Nordost, in der er 2007/08 weitere 23 Partien bestritt und erst in der Relegation die Qualifikation zur ab 2008 aufgrund der Einführung der 3. Liga nur noch viertklassigen Regionalliga verpasste. Nach der Saison 2008/09, in der Möller 19 mal auflief, beendete er seine Karriere beim Greifswalder SV 04, kehrte jedoch im Winter der Saison 2009/10 noch einmal zur Mannschaft zurück. Sein Einsatz in 11 Ligaspielen konnte den Abstieg des Teams in die sechstklassige Verbandsliga jedoch nicht verhindern. Im Sommer 2010 beendete er seine Karriere als aktiver Spieler endgültig.